# اتحاد المجامع اللغوية العلمية العربية
اتحاد المجامع اللغوية العلمية العربية هي مؤسسة بحثية دولية تتبع جامعة الدول العربية، تعنى بخدمة اللغة العربية وتوحيد الجهود بين مجامع اللغة العربية الأعضاء.

## التأسيس
تم انعقاد مؤتمر المجامع اللغوية العلمية في أكتوبر (تشرين الثاني) 1956م بإشراف الإدارة الثقافية بجامعة الدول العربية، وأسفر عن التوصيات: تأسيس اتحاد للمجامع اللغوية العلمية العربية.
تم تأسيس اتحاد المجامع اللغوية العلمية العربية  في عام 1971 حيث اقترح فيه تشكيل لجنة تتألف من عضوية كل من: المجمع اللغوي في القاهرة والمجمع العلمي العراقي والمجمع اللغوي في دمشق لوضع نظام هذا الاتحاد، واجتمعت اللجنة بالدكتور طه حسين في أبريل 1971. وتم في هذا الاجتماع وضع النظام الأساسي والداخلي للاتحاد، وانتخب الدكتور طه حسين رئيس مجمع القاهرة رئيساً للاتحاد والدكتور إبراهيم مدكور أمينا عاما للاتحاد والدكتور أحمد عبد الستار الجواري عن المجمع العراقي والدكتور عدنان الخطيب عن مجمع دمشق أمينين عامين مساعدين.

## المجامع الأعضاء

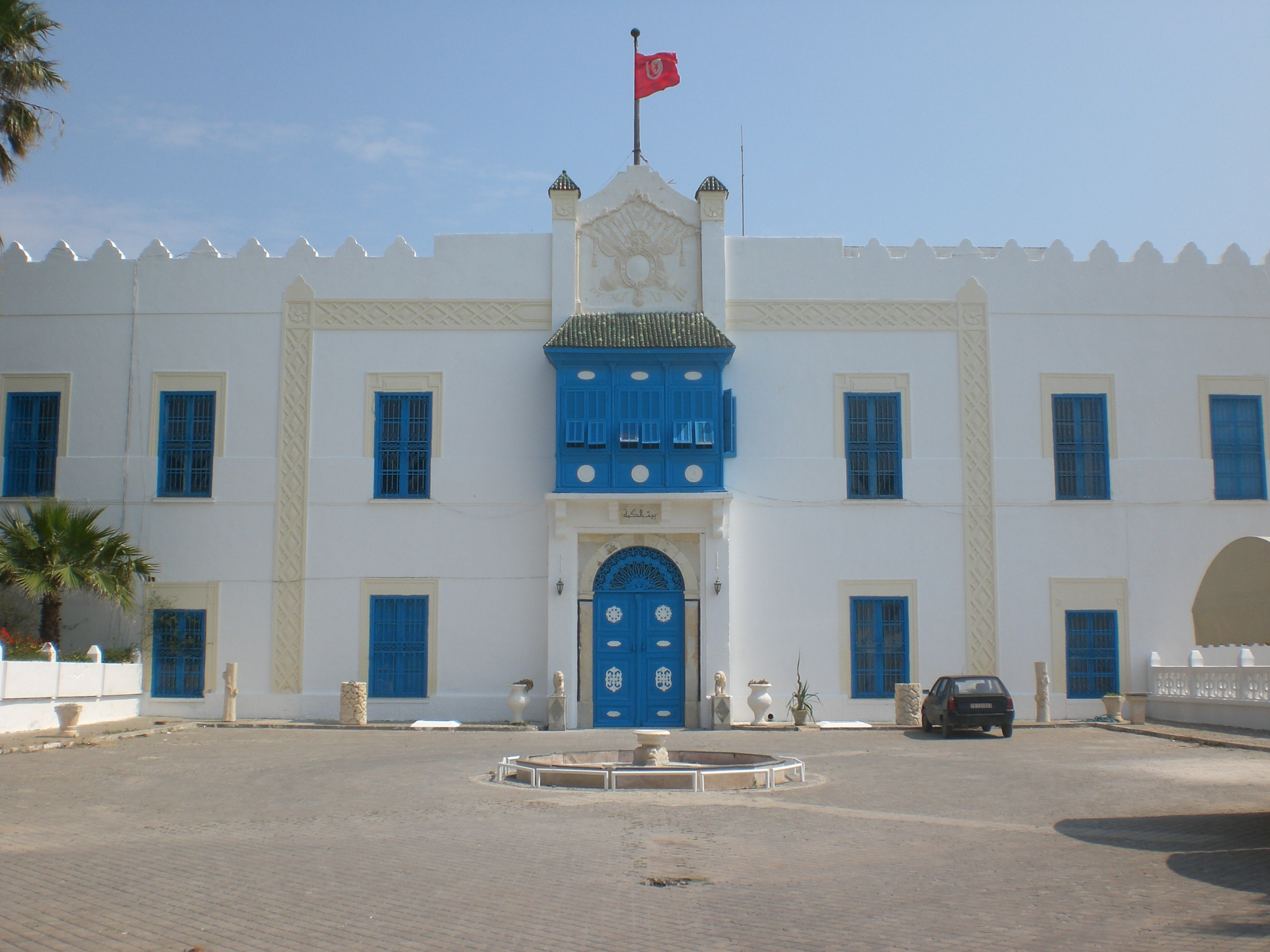
مدخل مؤسسة بيت الحكمة في تونس

محمد كرد علي منشئ أول مجمع لغوي عربي-دمشق 1919

### أعضاء اتحاد المجامع اللغوية العلمية العربية:[3]
- مجْمع الملك سلمان العالمي للغة العربية

- مجمع اللغة العربية بالشارقة
- مجلس اللسان العربي بموريتانيا (مَعلم)
- مجمع اللغة العربية بدمشق
- مجمع اللغة العربية بالقاهرة
- المجمع العلمي العراقي
- المجمع الجزائري للغة العربية
- مجمع اللغة العربية الأردني
- أكاديمية المملكة المغربية في الرباط
- بيت الحكمة أو المجمع التونسي للعلوم والآداب والفنون
- مجمع اللغة العربية الفلسطيني
- مجمع اللغة العربية السوداني
- مجمع اللغة العربية الليبي
- المجلس الأعلى للغة العربية بالجزائر

## النظام الأساسي
من أبرز بنوده أن للاتحاد شخصية معنوية مستقلة، وأن مقره مدينة القاهرة، ويدير الاتحاد مجلس اتحاد المجامع اللغوية العلمية العربية، والذي يتألف من عضوين من كل مجمع لغوي، يختارهما مجمعهما لمدة أربع سنوات، وينتخبون من بينهم رئيسا وأمينا عاما وأمينين عامين مساعدين لمدة أربع سنوات قابلة للتجديد. ويجتمع مجلس الاتحاد في دورة عادية مرة على الأقل في كل سنة. وهو يتألف من المجامع الثلاثة في دمشق والقاهرة وبغداد، وكلِّ مجمع لغوي علمي تنشئه دولة عربية مستقلة، ويوافق مجلس الاتحاد على قبوله.

## المقر
افتتح صاحب السمو الشيخ الدكتور سلطان بن محمد القاسمي عضو المجلس الأعلى حاكم الشارقة بحضور رئيس اتحاد المجامع اللغوية العلمية العربية حسن الشافعي، وأمين الاتحاد فاروق شوشة، 5/10/ 2015 مقر مبنى الاتحاد الجديد، حيث تكفل سموه بنفقة إنشائه، بمدينة السادس من أكتوبر في القاهرة، جمهورية مصر العربية.

## أهداف الاتحاد
- تنظيم الاتصال بين المجامع اللغوية العلمية العربية وتنسيق جهودها في الأمور المتصلة باللغة العربية وبتراثها اللغوي والعلمي.
- العمل على توحيد المصطلحات العلمية والفنية والحضارية العربية ونشرها.[5]

## وسائل المجمع لتحقيق أهدافه
وضع معجمات لغوية محررة على النمط الحديث والإسهام في إحياء التراث العربي ودراسة اللهجات العربية قديمها وحديثها دراسة علمية لخدمة الفصحى والبحث العلمى ودراسة قضايا الأدب ونقده وتشجيع الإنتاج الأدبى وإصدار مجلات أو نشرات أو كتب تحوى قرارات المجمع وأعماله وبحوث أعضائه وغيرهم، مما يتصل بأغراض المجمع وتوصية الجهات المختصة باتخاذ ما يكفل الانتفاع بما ينتهى إليه المجمع لخدمة سلامة اللغة، والدعوة إلى عقد المؤتمرات والندوات التي تتصل بأغراض المجمع وتوثيق الصلات بالمجامع والهيئات اللغوية.

## المهام
يعقد الاتحاد ندوات دورية حيث عقدت الندوة الأولى في دمشق 1972م لدراسة المصطلحات قانونية وعقدت أخرى في بغداد سنة 1973م لدراسة المصطلحات النفطية وفي الجزائر 1976م عن تيسير تعليم اللغة العربية وفي تونس (أيار 1992م) عن تعريب المصطلح الطبي، وقُدِّم إلى الندوة الجزآن الأول والثاني من «معجم المصطلحات الطبية لمجمع اللغة العربية في القاهرة» وفي دمشق 1994م عن «معجم النفط لمجمع اللغة العربية في القاهرة» وفي دمشق 1997م عن «معجم البيولوجيا في علوم الأحياء والزراعة لمجمع اللغة العربية في القاهرة»

## المعجم التاريخي للغة العربية
كان "أوغست فيشر August Fischer"" أول من عرض فكرة وضع قاموس تاريخي للغة العربية، في مدينة بازل 1907 ثم في كوبنهاغن 1908 وأثينا 1912 وقد تمت الموافقة على إعداده سنة 1936 عندما أصبح فيشر أحد الأعضاء الأوائل في "مجمع فؤاد الأول للغة العربية".في سنة 1990 كانت هنالك مبادرة إلى إنشاء مشروع المعجم العربي التاريخي في تونس في سنة 2006 قرر اتحاد المجامع اللغوية العلمية العربية إنشاء مؤسسة مستقلة تتفرغ لتأليف المعجم التاريخي للغة العربية ثم أصدرت مؤسسة البحوث والدراسات العلمية المغربية كتابا لتلخيص أعمال ندوة المعجم التاريخي للغة العربية المقامة شهر نيسان 2010 بمدينة فاس المغربية "أعمال ندوة: المعجم التاريخي للغة العربية - قضاياه النظرية والمنهجية والتطبيقية"